# Opera romana pellegrinaggi

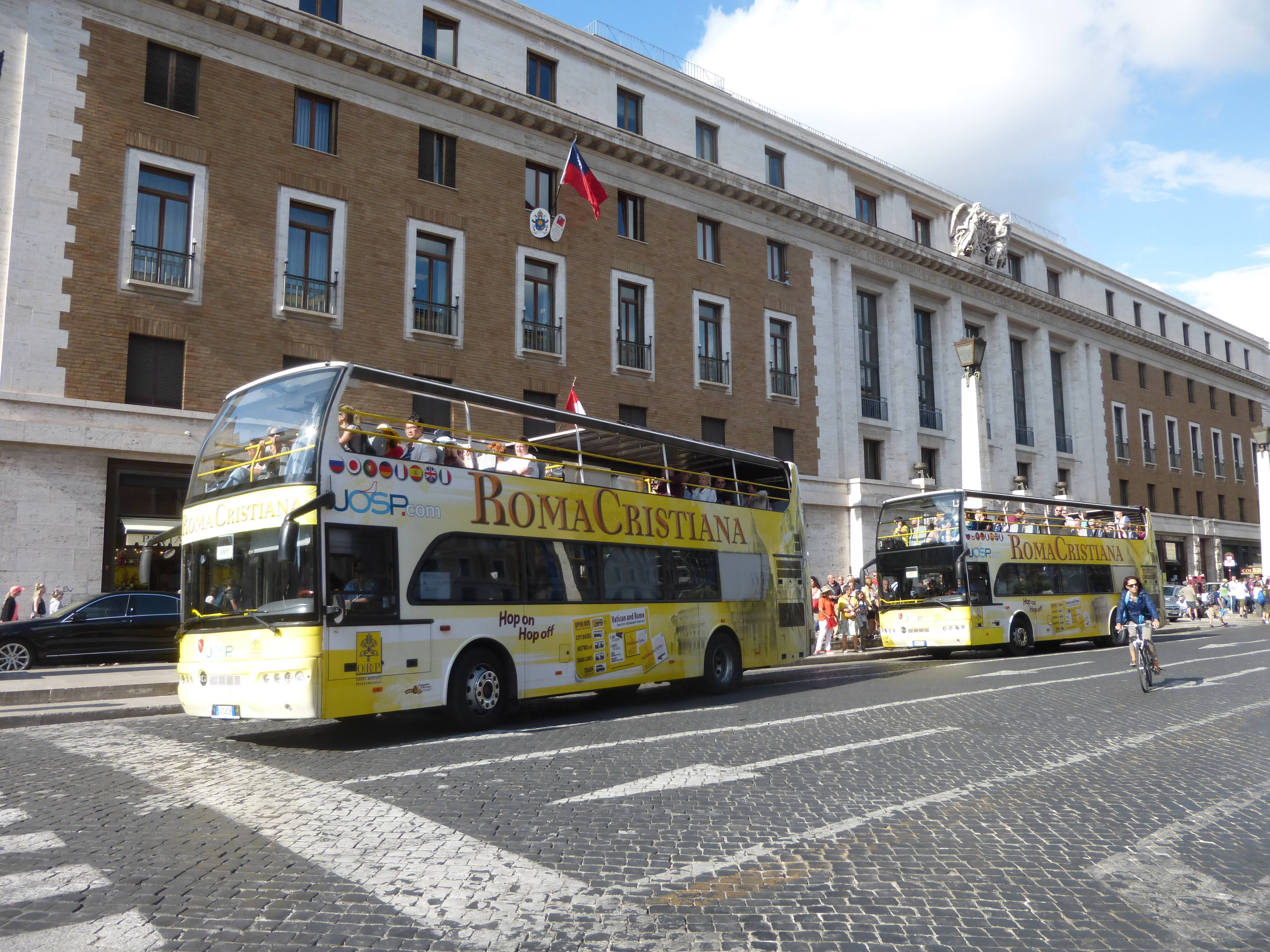
Roma cristã em turnê

A Opera romana Pellegrinaggi, mais conhecida pela sigla ORP, é uma atividade institucional do Vicariato de Roma, órgão da Santa Sé, que se reporta diretamente ao Vigário Geral do Papa.
Fundada em Roma em 1933, organiza peregrinações aos principais destinos do Cristianismo como Lourdes, Fátima, Santiago de Compostela, Terra Santa, Częstochowa e muitos outros.
O ORP realiza um serviço pastoral difundindo a mensagem de Cristo através do instrumento da peregrinação. Também apoia numerosos projetos de solidariedade na Itália e no mundo, ajudando os mais necessitados e empenhando-se na construção de igrejas, escolas e hospitais.
Os seus principais transportes para o exterior realizam-se através de voo charter dos aeroportos italianos de Roma, Verona, Bari, Brindisi, Lamezia Terme, Catania e Ancona.
Entre as suas ofertas, a Ópera Romana Pellegrinaggi atende também os peregrinos que chegam a Roma, oferecendo-lhes serviços de acolhimento e assistência tanto na escolha do alojamento como na visita a locais de grande interesse religioso-cultural da Cidade Eterna.
Recentemente, a Opera Romana Pellegrinaggi, juntamente com Roma Capitale e em colaboração com Zètema Progetto Cultura e Atac, lançou OMNIA Vaticano & Roma, um cartão de serviço integrado que, com validade de 3 dias, permite visitar os mais belos locais da cidade: Museus do Vaticano, Capela Sistina, Basílica de São Pedro ou Jardins do Vaticano, Coliseu, Fórum Romano e Monte Palatino, Basílica e Claustro de São João de Latrão, etc. Dá acesso ao autocarro aberto Roma Cristiana e transportes públicos urbanos e muito mais. Tudo, sem filas, e operando como organização sem fins lucrativos.